# Michael Rose (Sänger)

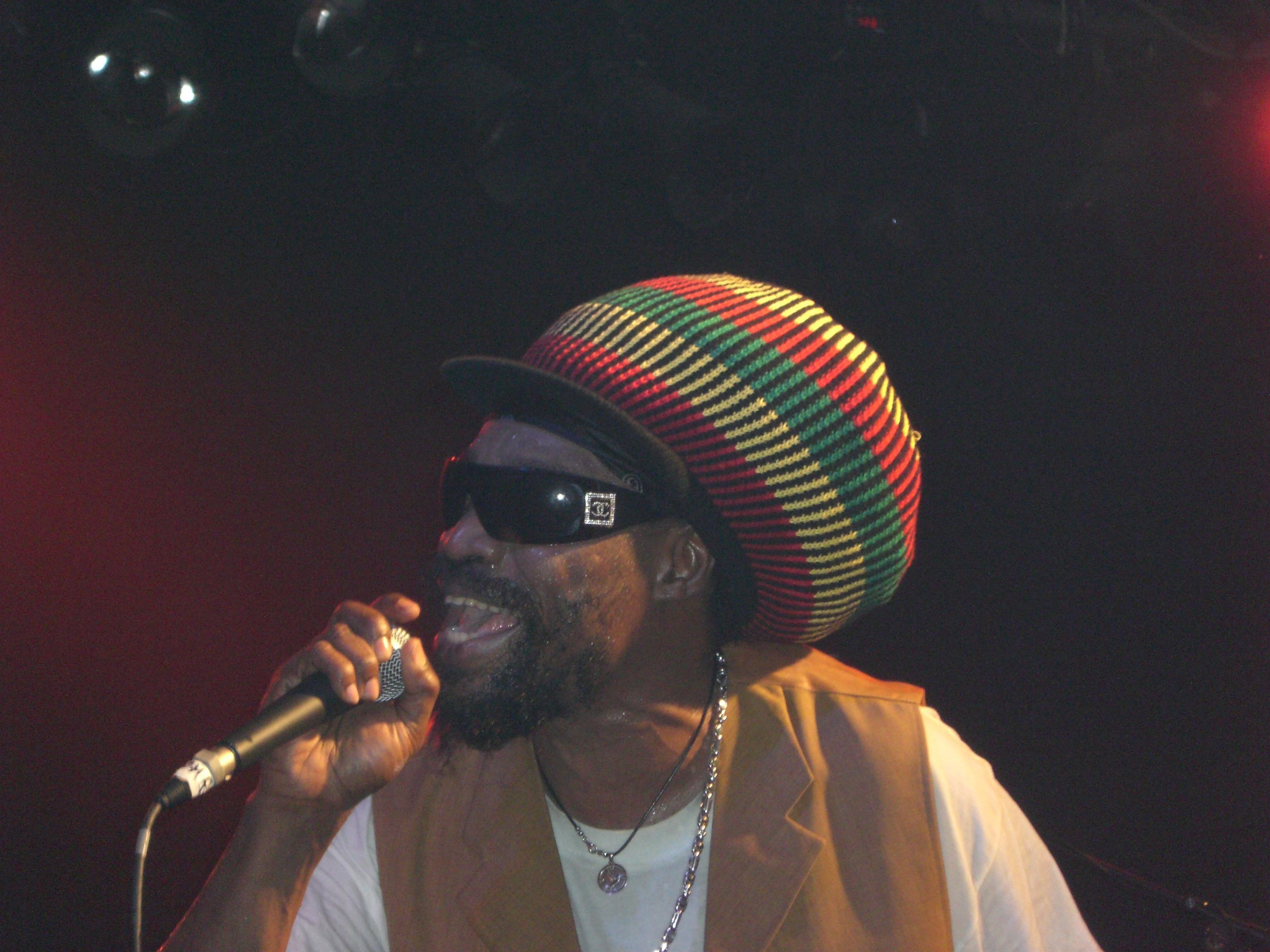
Michael Rose im Januar 2007

Michael Rose (auch Mykal Rose oder Mikal Roze, * 11. Juli 1957 in Kingston) ist ein jamaikanischer Reggae-Sänger. Bekanntheit erlangte er als Sänger der Band Black Uhuru.

## Leben
Durch seinen Bruder Joseph lernte Michael Rose in seiner Jugend viele Reggae-Künstler kennen, darunter The Wailers, Gregory Isaacs, Big Youth, Sly & Robbie und Dennis Brown. Niney the Observer produzierte erste Aufnahmen von ihm.
Mitte der 1970er Jahre verließ Don Carlos die Band Black Uhuru. Ihn ersetzte Michael Rose. Er schrieb viele der erfolgreichen Songs der Band, bis er 1985 nach der Veröffentlichung des Albums Anthem die Band verließ. Er veröffentlichte seitdem mehrere Soloalben, die unter anderem auch in Europa und Japan Erfolg hatten.
Seit 2004 macht Michael Rose zusammen mit Duckie Simpson wieder unter dem Namen Black Uhuru Musik. Außerdem ist er weiterhin auch als Solo-Künstler aktiv.
2007 und 2008 machte er wieder aufmerksam auf sich durch Songs auf aktuellen Dancehall-Riddims und Zusammenarbeit mit aktuellen Dancehall-Artists (Busy Signal, Jah Cure, Damian Marley). Außerdem produzierte er den Hit-Song Shoot Out auf dem Shoot Out Riddim.

## Diskografie

### Alben
- Proud (1989)
- Bonanza (1991)
- King of General (1992)
- Sly & Robbie present Mykal Rose: The Taxi Sessions (1995)
- Michael Rose (1995)
- Be Yourself (1996)
- Big Sound Frontline (1996)
- Nuh Carbon (1996)
- Dance Wicked (1997)
- Dub Wicked (1997)
- Selassie I Showcase (1997)
- Party In Session: Live (1998)
- X Uhuru (1999)
- Fire Fire Burning (2002)
- Live At Maritime Hall (2002)
- Never Give It Up (2001)
- Happiness: The Best Of Michael Rose (2004)
- Babylon 9/11 - Tip of the Iceberg (2004)
- African Roots (2005)
- African Dub (2005)
- Babylon A Fight (2006)
- Warrior (2007)
- Passion of Life (2007)
- Warrior Dub (2007)
- The Saga (2007)
- Great Expectations (2008)
- Dub Expectations (2008)
- Street’s No More (2021)

### Singles
- Shine Eye Gal (1995, Shabba Ranks feat. Mykal Rose)
- Put Down The Gun (2024, Mykal Rose feat. Subatomic Sound System & Hollie Cook)